# Satz von Vidav-Palmer
Der Satz von Vidav-Palmer, benannt nach Ivan Vidav und Theodore W. Palmer, ist ein mathematischer Satz aus dem Teilgebiet der Funktionalanalysis. Er charakterisiert die C*-Algebren unter den Banachalgebren und ermöglicht als Korollar eine weitere Charakterisierung unter allen Banach-*-Algebren, was zu einer Abschwächung der üblichen C*-Bedingung führt. Wesentliches Hilfsmittel ist die Verallgemeinerung des Begriffs des selbstadjungierten Elementes zum Begriff des hermiteschen Elements (s. u.) mit Hilfe des numerischen Wertebereichs.

## Hermitesche Elemente
Es sei {\displaystyle A} eine komplexe Banachalgebra mit Einselement {\displaystyle e}. Für {\displaystyle a\in A} wird
{\displaystyle V(A,a):=\{\,f(a)\colon f\in A',\,f(e)=1=\|f\|\,\}\subset \mathbb {C} }
als numerischer Wertebereich des Elements {\displaystyle a} bezeichnet. Man nennt {\displaystyle a} hermitesch, wenn {\displaystyle V(A,a)\subset \mathbb {R} } und notiert als {\displaystyle H(A)} die Menge der hermiteschen Elemente. 
Man kann zeigen, dass {\displaystyle H(A)} ein reeller Banachraum ist und dass für ein {\displaystyle a\in A} folgende Aussagen äquivalent sind:
- {\displaystyle a\in H(A)}, das heißt {\displaystyle a} ist hermitesch.
- {\displaystyle \lim _{a\searrow 0}{\frac {1}{\alpha }}(\|1+\alpha a\|-1)\,=\,0}
- {\displaystyle \|\exp(\mathrm {i} \alpha a)\|=1} für alle reellen Zahlen {\displaystyle \alpha }.

Zur Bildung von {\displaystyle \exp(\mathrm {i} \alpha a)} ist zu beachten, dass die zugehörige Exponentialreihe in der Banachalgebra {\displaystyle A} konvergiert.
Nach einem Satz von A. M. Sinclair stimmt der Spektralradius eines hermiteschen Elements mit seiner Norm überein. Daraus ergibt sich, dass die konvexe Hülle des Spektrums mit dem numerischen Wertebereich übereinstimmt. Letzteres ist auch als Vidavs Lemma bekannt und wurde zuvor von Vidav ohne den erwähnten Satz von Sinclair bewiesen. Beide Beweise verwenden funktionentheoretische Hilfsmittel, insbesondere den Satz von Phragmén-Lindelöf.

## Formulierung des Satzes
Der Satz von Vidav-Palmer lautet:
- Sei {\displaystyle A} eine komplexe Banachalgebra mit Einselement und es gelte {\displaystyle A=H(A)+\mathrm {i} \cdot H(A)}. Dann definiert {\displaystyle (x+\mathrm {i} y)^{\ast }:=x-\mathrm {i} y} für {\displaystyle x,y\in H(A)} eine Involution, die {\displaystyle A} zu einer C*-Algebra macht.

Der ursprünglich von Vidav bewiesene Satz enthielt die zusätzliche Voraussetzung, dass {\displaystyle x^{2}\in H(A)} für alle {\displaystyle x\in H(A)} gelten muss; von Palmer wurde gezeigt, dass diese entbehrlich ist.

## Folgerung
Mit dem Satz von Vidav-Palmer lässt sich folgende Charakterisierung der C*-Algebren beweisen, die ursprünglich auf James Glimm und Richard Kadison zurückgeht:
- Eine komplexe Banachalgebra {\displaystyle A} mit einer Involution * ist genau dann eine C*-Algebra, wenn {\displaystyle \|a^{*}a\|=\|a^{*}\|\|a\|} für alle {\displaystyle a\in A} gilt.

Der Satz von Vidav-Palmer liefert dieses Ergebnis eigentlich nur für Banachalgebren mit Einselement, die Version ohne Einselement geht auf B. J. Vowden zurück. Die in obigem Satz gestellte Bedingung ist formal schwächer als die übliche C*-Bedingung  {\displaystyle \|a^{*}a\|=\|a\|^{2}} für alle {\displaystyle a\in A}. Der Satz zeigt daher, dass durch die schwächere Bedingung keine neue Klasse von Banachalgebren begründet wird.